# Świecznik rozgałęziony

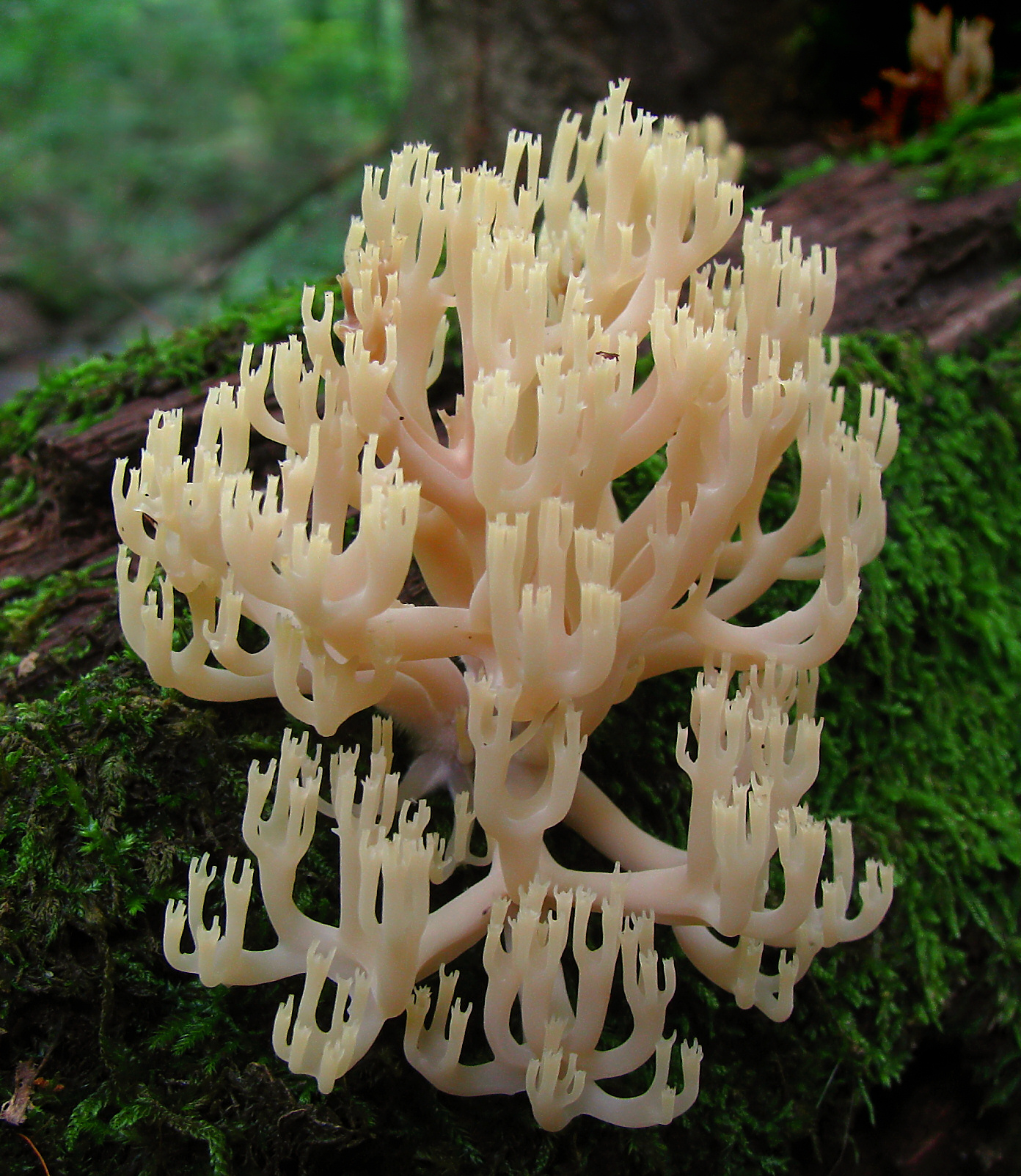
Rozgałęziony pokrój ogólny

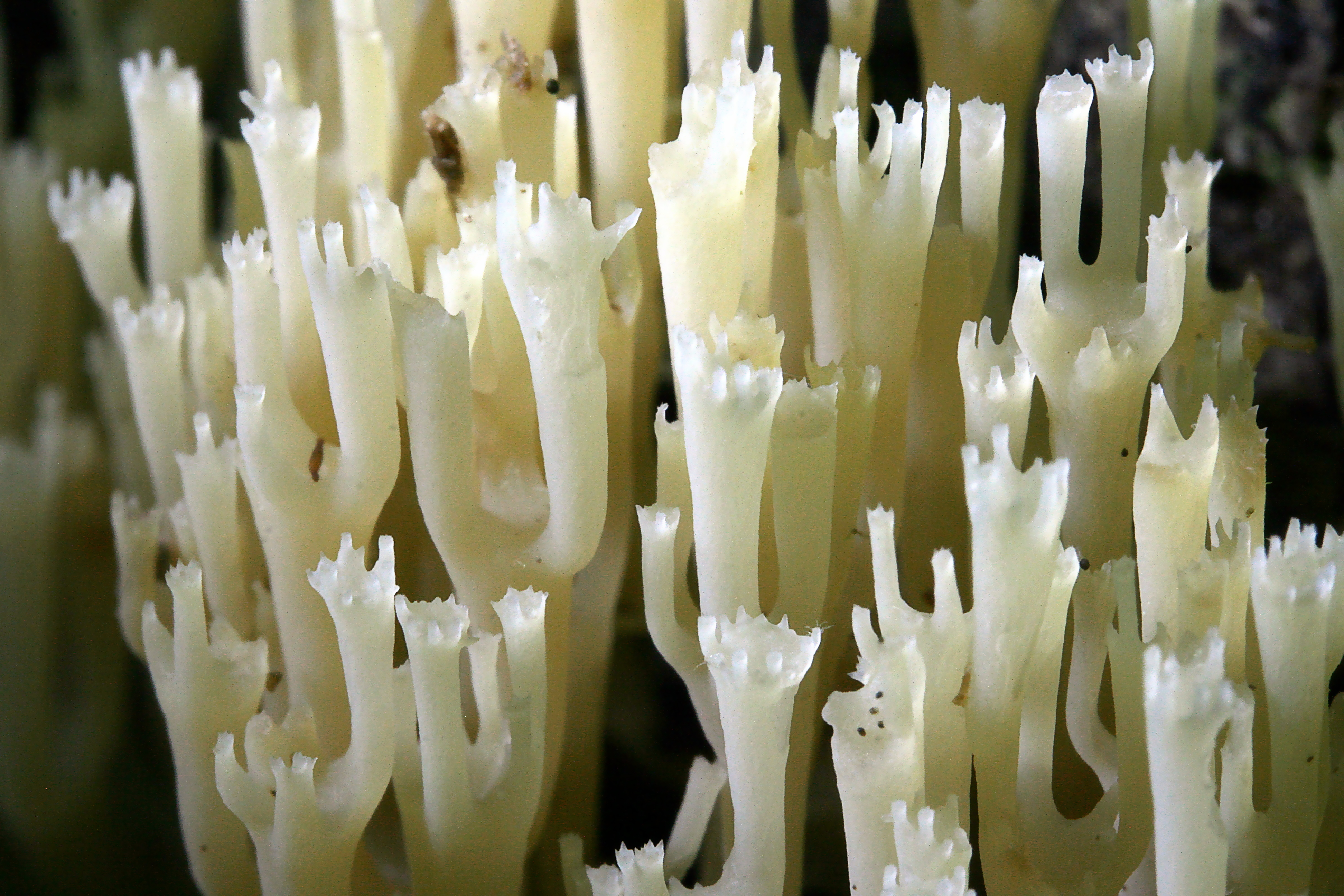
Miseczkowate zakończenia odgałęzień odróżniające Artomyces pyxidatus od grzybów z rodzaju Ramaria.

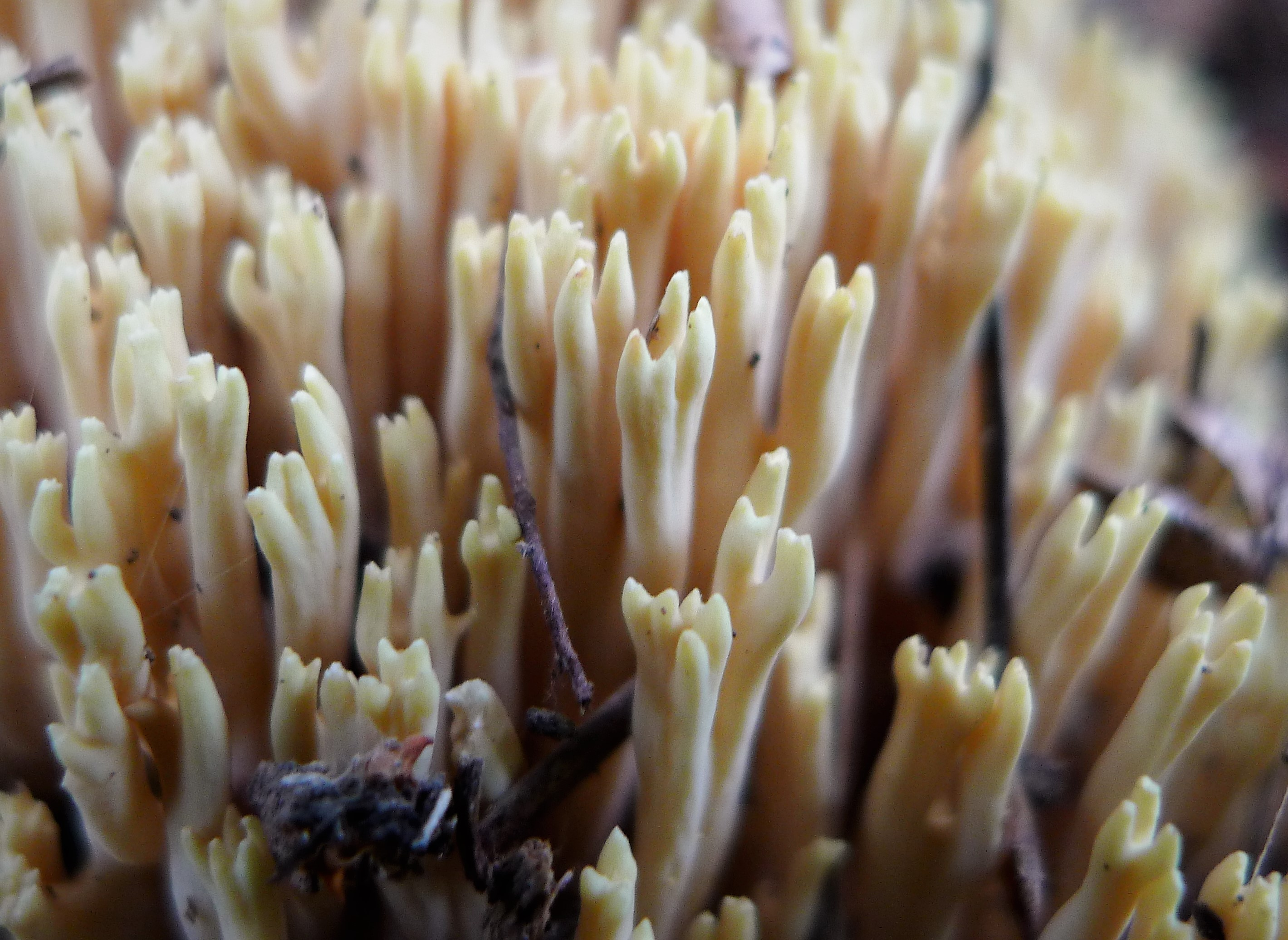
Dla porównania kształt zakończeń odgałęzień u grzyba z rodzaju Ramaria.

Świecznik rozgałęziony (Artomyces pyxidatus (Pers.) Jülich) – gatunek grzybów należący do rodziny szyszkogłówkowatych (Auriscalpiaceae).

## Systematyka i nazewnictwo
Pozycja w klasyfikacji: Auriscalpiaceae, Russulales, Incertae sedis, Agaricomycetes, Agaricomycotina, Basidiomycota, Fungi.
Po raz pierwszy takson ten zdiagnozował w 1794 r. Christian Hendrik Persoon, nadając mu nazwę Clavaria pyxidata. Obecną, uznaną przez Index Fungorum nazwę nadał mu w 1982 r. Walter Jülich, przenosząc go do rodzaju Artomyces.
Niektóre synonimy naukowe:

- Clavaria coronata Schwein. 1832
- Clavaria pyxidata Pers.1794
- Clavicorona coronata (Schwein.) Doty, 1947
- Clavicorona pyxidata (Pers.) Doty, 1947
- Merisma pyxidatum (Pers.) Spreng. 1827

Nazwę zwyczajową podali Barbara Gumińska i Władysław Wojewoda w 1985 roku. W Checklist of Polish Larger Basidiomycetes, Władysław Wojewoda umieścił nazwę świecznica rozgałęziona dla nazwy systematycznej Clavicorona pyxidata. W opisie znajduje się również adnotacja: „świecznik rozgałęziony (Gumińska & Wojewoda 1985, for Artomyces pyxidatus)”. Obecnie gatunek ten zaliczany jest do rodzaju Artomyces, dlatego wg Index Fungorum, nazwą spójną z nazwą systematyczną jest świecznik rozgałęziony.
W polskim piśmiennictwie mykologicznym gatunek ten opisywany był także jako goździeniec kieliszkowaty, goździeniec kubkowaty, świecznica rozgałęziona i koroniec rozgałęziony.

## Morfologia
Owocnik
Krzaczkowaty, o wysokości 2–4, wyjątkowo do 8 cm. Krzaczek wyrasta z jednego grubego pnia, który ku górze wielokrotnie rozgałęzia się na coraz cieńsze gałązki (jak w kandelabrze). czym Ostatnie rozgałęzienie jest miseczkowato rozszerzone, a z brzegów miseczki wyrasta kilka drobnych wyrostków. Gałązki są wzniesione do góry i dość gęste, tak że krzaczek jest zwarty. Barwa od bladocielistej przez bladożółtą do ochrowożółtej. W Ameryce Północnej owocnik osiąga rozmiary: 4–13 cm wysokości i 2–10 cm szerokości.
Miąższ
Elastyczny, o barwie od białawej do jasnożółtej. Potarty lub uszkodzony brązowieje. Smak łagodny lub lekko pieprzny, zapach niewyraźny, czasami przypomina pieczone ziemniaki.
Cechy mikroskopowe
Wysyp zarodników biały. Zarodniki eliptyczne z maleńką kropelką i bardzo drobno brodawkowane, o rozmiarach 4–5 × 2–2,5 μm. Cystydy o rozmiarach 50 × 9 μm i różnych kształtach, czasami ledwo tylko wystające.

## Występowanie i siedlisko
Występuje w Ameryce Północnej, w Azji i w Europie. W Polsce gatunek dość rzadki. Znajduje się na Czerwonej liście roślin i grzybów Polski. Ma status V – narażony na wyginięcie. Znajduje się na listach gatunków zagrożonych także w Anglii, Szwecji, Niemczech.
Nadrzewny grzyb saprotroficzny. Rośnie w lasach, na butwiejących pniach i pniakach drzew liściastych (na brzozie omszonej, topoli osice i innych), ale także na iglastych (na sośnie zwyczajnej, na świerku). Owocniki wytwarza od czerwca do października.

## Znaczenie
Grzyb niejadalny.